# Sierra Blanca (Arizona)
Sierra Blanca es una alineación montañosa en el este de Arizona cerca de la frontera con Nuevo México y es una continuación desde el occidente de la zona de transición de Arizona, de la Barranca de Mogollón con su borde occidental en Nuevo México.  La sierra Blanca es parte de la meseta del Colorado en su parte alta del noreste de Arizona, la nación Navajo con el resto de la meseta en el occidente de Utah, noroeste de Nuevo México y suroeste de Colorado. Los pueblos cercanos incluyen a Show Low, Pinetop-Lakeside, Greer, Springerville, Eagar y McNary. La mayor parte de la sierra se encuentra en la reserva india del Fuerte Apache.

## Geografía
Su punto más alto e el monte Pelado con una elevación de 11 400 pies (3475 m).
La sierra es lugar de nacimiento de numerosos ríos, entre ellos tributarios del río Salado y al norte por el río Pequeño Colorado.  También podemos encontrar pequeños lagos.
La sierra Blanca es un sitio popular de veraneo para los residentes de Fénix y Tucsón, y así poder escapar del calor y en el invierno tiene la nieve suficiente para que operen áreas de esquí.
La parte de la sierra Blanca que queda fuera de la reserva india, se ubican en el bosque nacional de Apache-Sitgreaves.

Regiones fisiogeográficas de Arizona
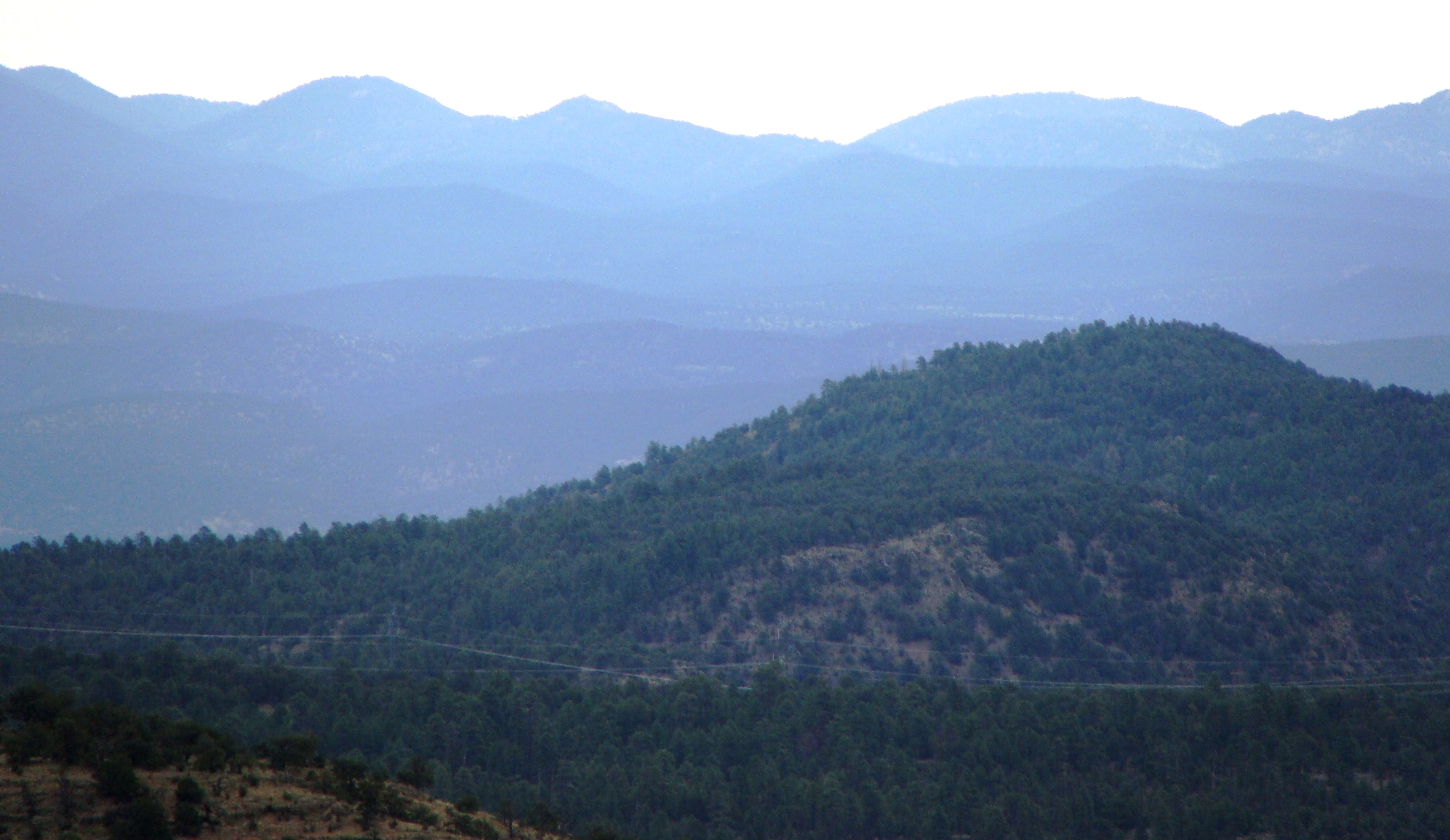
Bosque nacional de Apache-Sitgreaves cerca de Luna (Nuevo México)
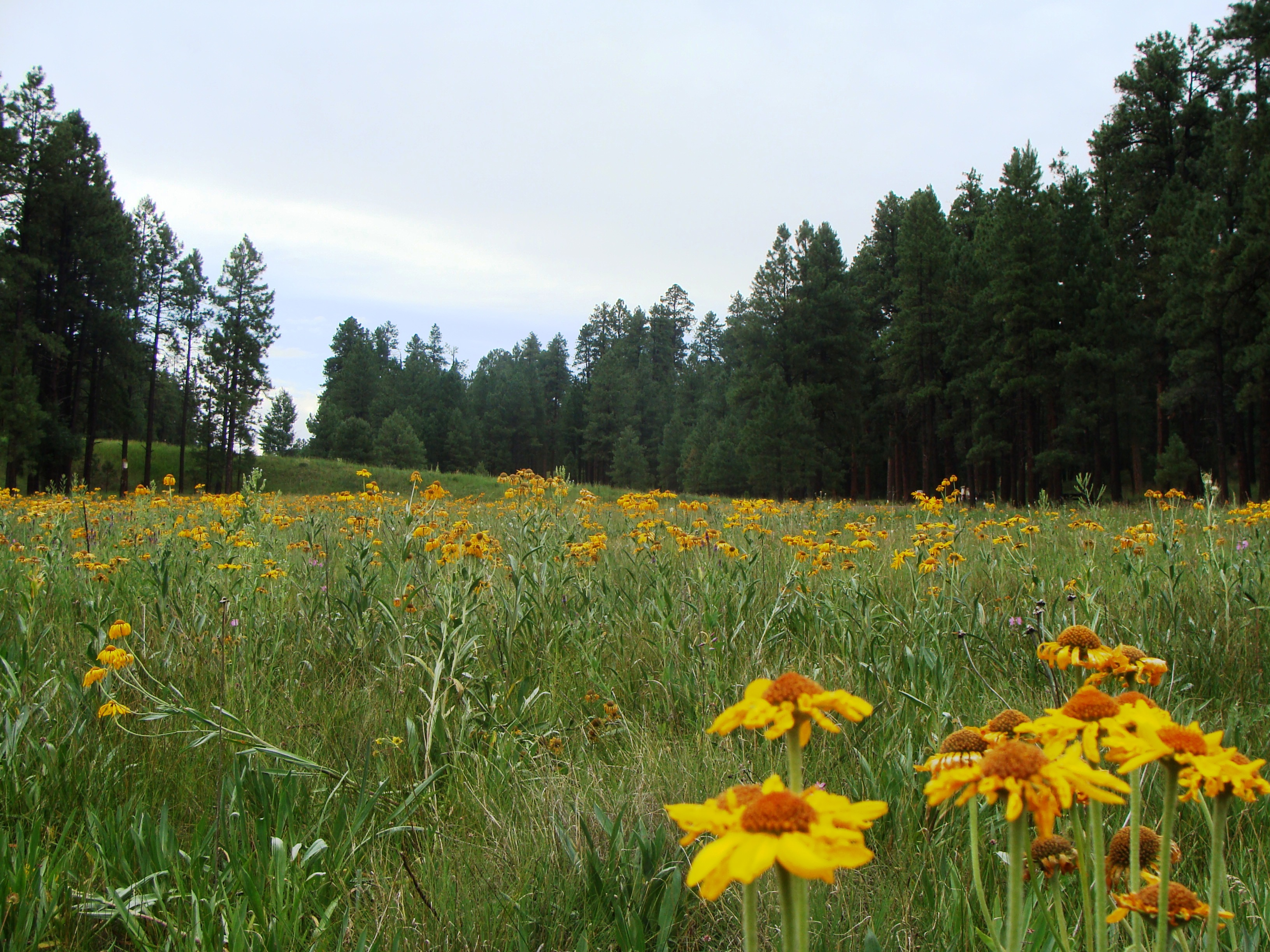
Flores salvajes cerca de Alpine (Arizona)